# Wissignicourt
Wissignicourt est une commune française située dans le département de l'Aisne, en région Hauts-de-France.

## Géographie

### Communes limitrophes

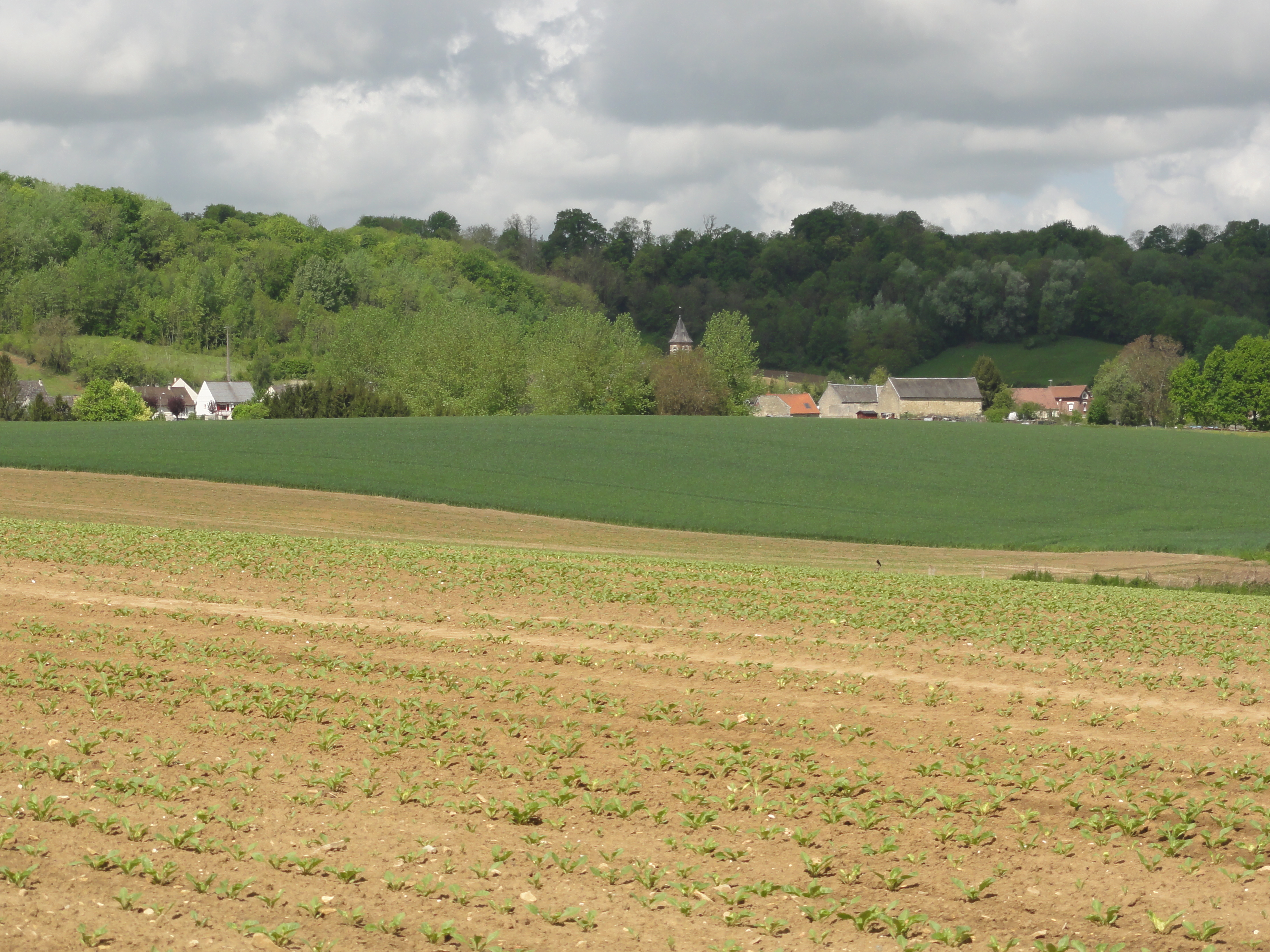
Paysage avec vue du village de Wissignicourt.
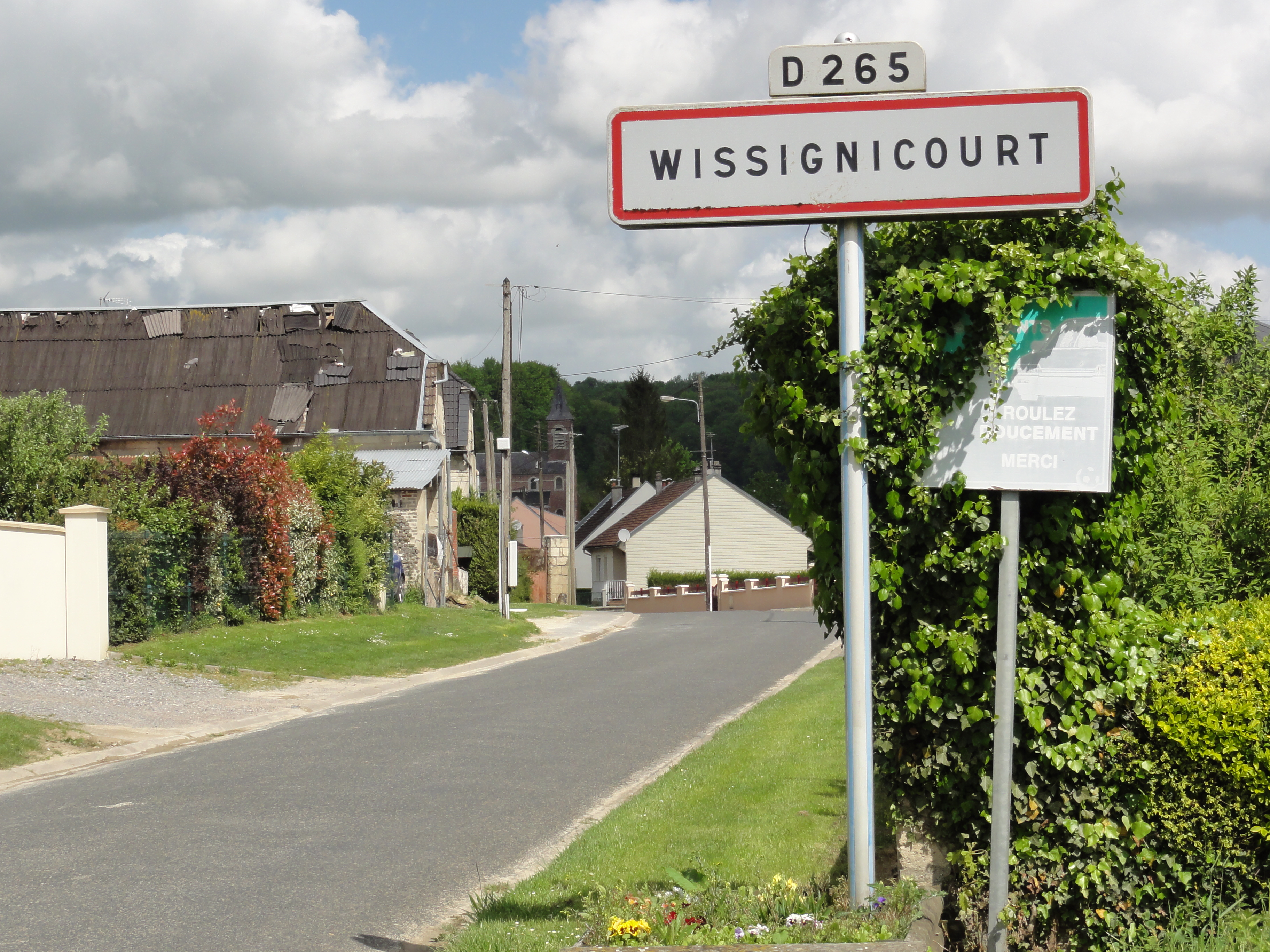
Entrée de Wissignicourt.

Avant la guerre, Wissignicourt était un village plus grand que le bourg voisin Anizy-le-Château. Il y avait un café et d'autres commerces. D'après quelques connaissances, il y aurait eu deux corps allemands cachés dans la cave d'un ancien café (rue de la Forêt). Aujourd'hui dans celle-ci, nous pouvons trouver beaucoup d'objets datant de la guerre, comme : une ceinture en cuir, des boutons de culottes, une clef, des pièces... Aujourd'hui le village est beaucoup moins grand qu'autrefois, il n'est peuplé que de 150 habitants depuis 2012, et ne contient que deux petites rues : rue des Jardins et rue de la Forêt.

### Hydrographie
La commune est située dans le bassin Seine-Normandie. Elle est drainée par le fossé 02 de la commune de Faucoucourt,.

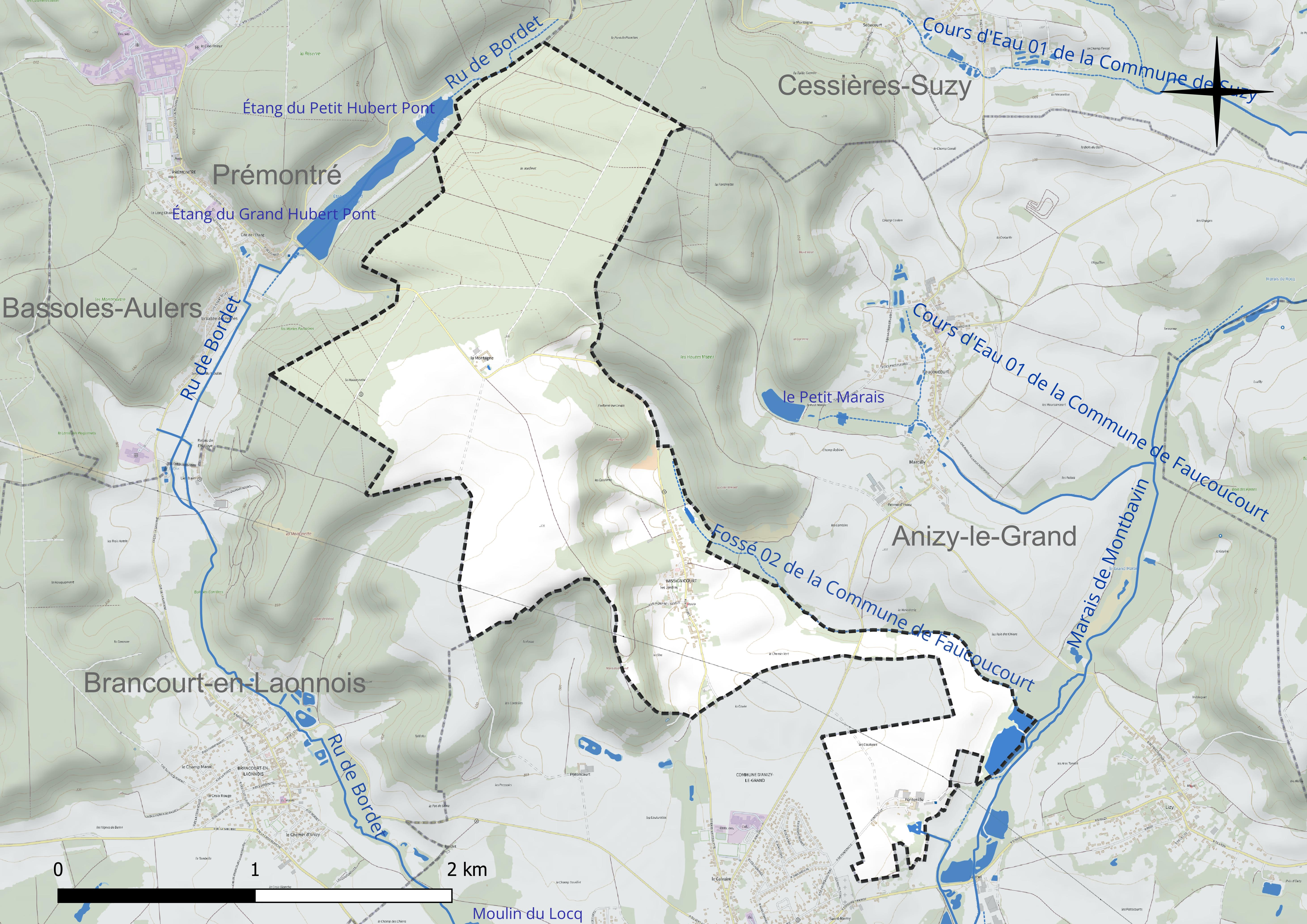
Réseau hydrographique de Wissignicourt.

### Climat
Pour des articles plus généraux, voir Climat des Hauts-de-France et Climat de l'Aisne.
En 2010, le climat de la commune est de type climat océanique dégradé des plaines du Centre et du Nord, selon une étude du CNRS s'appuyant sur une série de données couvrant la période 1971-2000. En 2020, Météo-France publie une typologie des climats de la France métropolitaine dans laquelle la commune est exposée à un climat océanique altéré et est dans la région climatique Nord-est du bassin Parisien, caractérisée par un ensoleillement médiocre, une pluviométrie moyenne régulièrement répartie au cours de l'année et un hiver froid (3 °C).
Pour la période 1971-2000, la température annuelle moyenne est de 10,4 °C, avec une amplitude thermique annuelle de 15,2 °C. Le cumul annuel moyen de précipitations est de 762 mm, avec 11,7 jours de précipitations en janvier et 8,8 jours en juillet. Pour la période 1991-2020, la température moyenne annuelle observée sur la station météorologique la plus proche, située sur la commune d'Aulnois-sous-Laon à 15 km à vol d'oiseau, est de 11,0 °C et le cumul annuel moyen de précipitations est de 685,6 mm,. Pour l'avenir, les paramètres climatiques de la commune estimés pour 2050 selon différents scénarios d'émission de gaz à effet de serre sont consultables sur un site dédié publié par Météo-France en novembre 2022.

## Urbanisme

### Typologie
Au 1er janvier 2024, Wissignicourt est catégorisée commune rurale à habitat dispersé, selon la nouvelle grille communale de densité à 7 niveaux définie par l'Insee en 2022.
Elle est située hors unité urbaine. Par ailleurs la commune fait partie de l'aire d'attraction de Laon, dont elle est une commune de la couronne,. Cette aire, qui regroupe 106 communes, est catégorisée dans les aires de 50 000 à moins de 200 000 habitants,.

### Occupation des sols
L'occupation des sols de la commune, telle qu'elle ressort de la base de données européenne d'occupation biophysique des sols Corine Land Cover (CLC), est marquée par l'importance des forêts et milieux semi-naturels (46,9 % en 2018), une proportion identique à celle de 1990 (46,9 %). La répartition détaillée en 2018 est la suivante :
forêts (46,9 %), terres arables (43,8 %), zones urbanisées (6,6 %), prairies (1,6 %), eaux continentales (1,2 %).
L'évolution de l'occupation des sols de la commune et de ses infrastructures peut être observée sur les différentes représentations cartographiques du territoire : la carte de Cassini (XVIIIe siècle), la carte d'état-major (1820-1866) et les cartes ou photos aériennes de l'IGN pour la période actuelle (1950 à aujourd'hui).

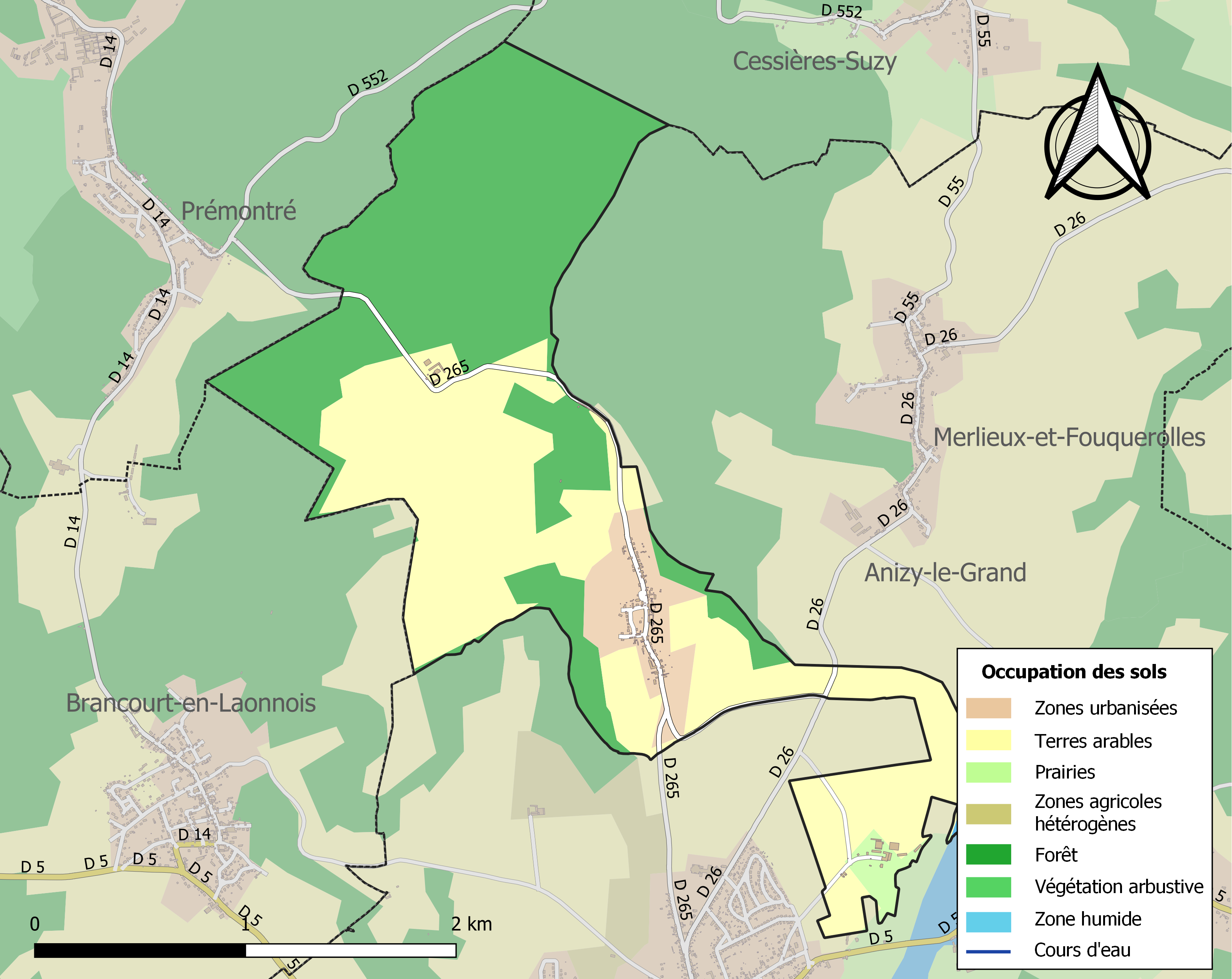
Carte de l'occupation des sols de la commune en 2018 (CLC).

## Toponymie
Le nom de la localité est attesté sous les formes Hursinicourt (XIIe siècle) ; Ursignecurrum (1174) ; Wisenicourt (1568) ; Vuisignicourt (1634) ; Visegnicourt (1644) ; Wisnicourt (1696) ; Vuissignicourt (1709) ; Vissenicourt (1743).

## Politique et administration

### Découpage territorial
La commune de Wissignicourt est membre de la communauté de communes Picardie des Châteaux, un établissement public de coopération intercommunale (EPCI) à fiscalité propre créé le 1er janvier 2017 dont le siège est à Pinon. Ce dernier est par ailleurs membre d'autres groupements intercommunaux.
Sur le plan administratif, elle est rattachée à l'arrondissement de Laon, au département de l'Aisne et à la région Hauts-de-France. Sur le plan électoral, elle dépend du  canton de Laon-1 pour l'élection des conseillers départementaux, depuis le redécoupage cantonal de 2014 entré en vigueur en 2015, et de la première circonscription de l'Aisne  pour les élections législatives, depuis le dernier découpage électoral de 2010.

### Administration municipale
| Période                                  | Période                   | Identité                | Étiquette | Qualité                                     |
| ---------------------------------------- | ------------------------- | ----------------------- | --------- | ------------------------------------------- |
| Les données manquantes sont à compléter. |                           |                         |           |                                             |
| avant 1878                               | après 1879                | Vitart                  |           |                                             |
| mars 2001                                | mars 2008                 | Pascal Martin           |           |                                             |
| mars 2008                                | En cours (au 6 juin 2020) | Christophe Vandenbulcke |           | Agriculteur Réélu pour le mandat 2020-2026, |

## Démographie
L'évolution du nombre d'habitants est connue à travers les recensements de la population effectués dans la commune depuis 1793. Pour les communes de moins de 10 000 habitants, une enquête de recensement portant sur toute la population est réalisée tous les cinq ans, les populations de référence des années intermédiaires étant quant à elles estimées par interpolation ou extrapolation. Pour la commune, le premier recensement exhaustif entrant dans le cadre du nouveau dispositif a été réalisé en 2007.

En 2022, la commune comptait 154 habitants, en évolution de −3,75 % par rapport à 2016 (Aisne : −1,97 %, France hors Mayotte : +2,11 %).
| 1793 | 1800 | 1806 | 1821 | 1831 | 1836 | 1841 | 1846 | 1851 |
| ---- | ---- | ---- | ---- | ---- | ---- | ---- | ---- | ---- |
| 273  | 305  | 316  | 357  | 366  | 343  | 311  | 278  | 275  |

| 1856 | 1861 | 1866 | 1872 | 1876 | 1881 | 1886 | 1891 | 1896 |
| ---- | ---- | ---- | ---- | ---- | ---- | ---- | ---- | ---- |
| 245  | 272  | 278  | 300  | 296  | 260  | 265  | 240  | 222  |

| 1901 | 1906 | 1911 | 1921 | 1926 | 1931 | 1936 | 1946 | 1954 |
| ---- | ---- | ---- | ---- | ---- | ---- | ---- | ---- | ---- |
| 181  | 219  | 208  | 111  | 181  | 140  | 143  | 143  | 153  |

| 1962 | 1968 | 1975 | 1982 | 1990 | 1999 | 2006 | 2007 | 2012 |
| ---- | ---- | ---- | ---- | ---- | ---- | ---- | ---- | ---- |
| 106  | 97   | 125  | 180  | 150  | 142  | 148  | 149  | 149  |

| 2017 | 2022 | - | - | - | - | - | - | - |
| ---- | ---- | - | - | - | - | - | - | - |
| 167  | 154  | - | - | - | - | - | - | - |

## Culture et patrimoine
- Église Saint-Remi.
- Monument aux morts.
- Croix de chemin.

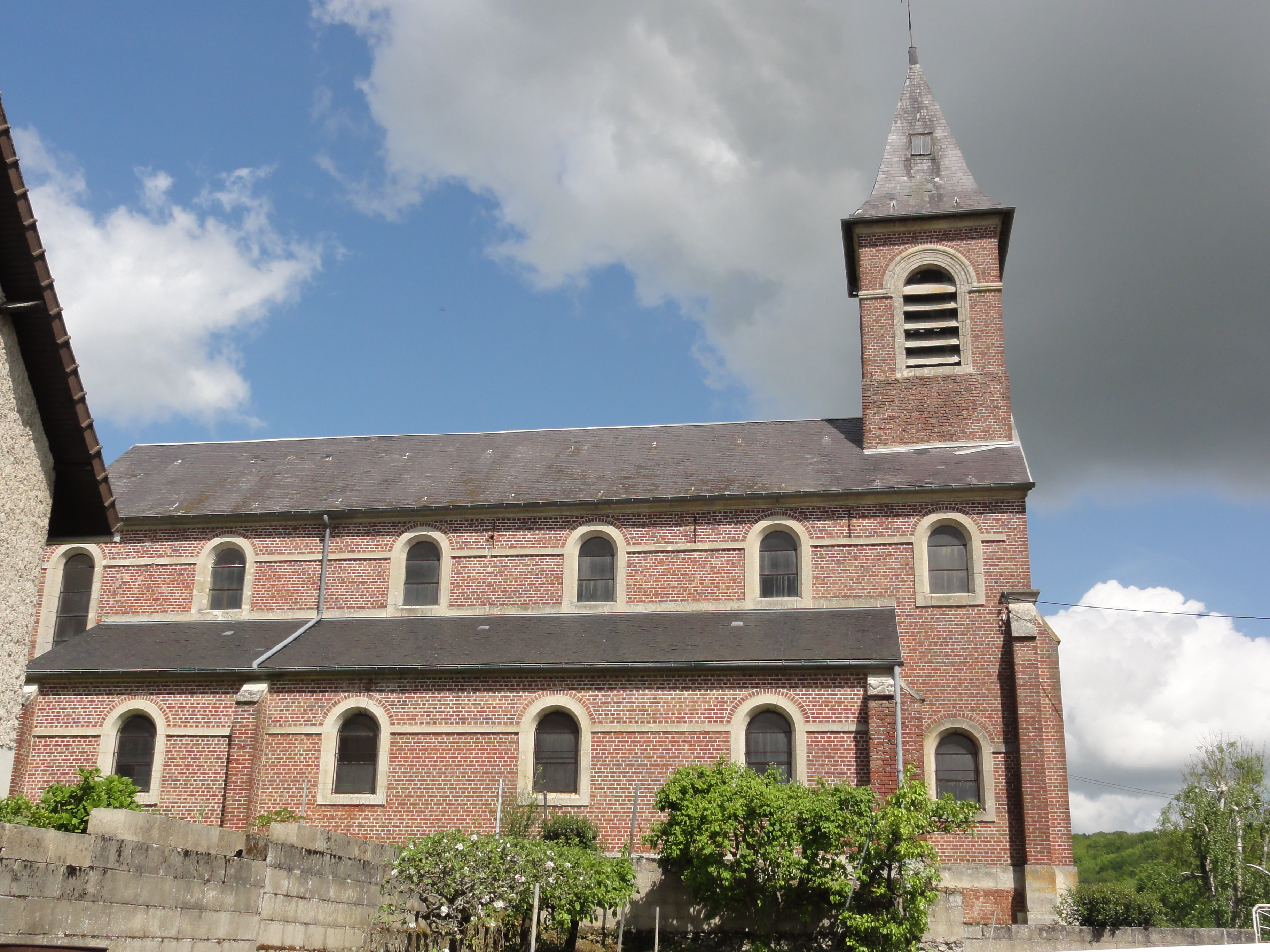
L'église Saint-Remi.
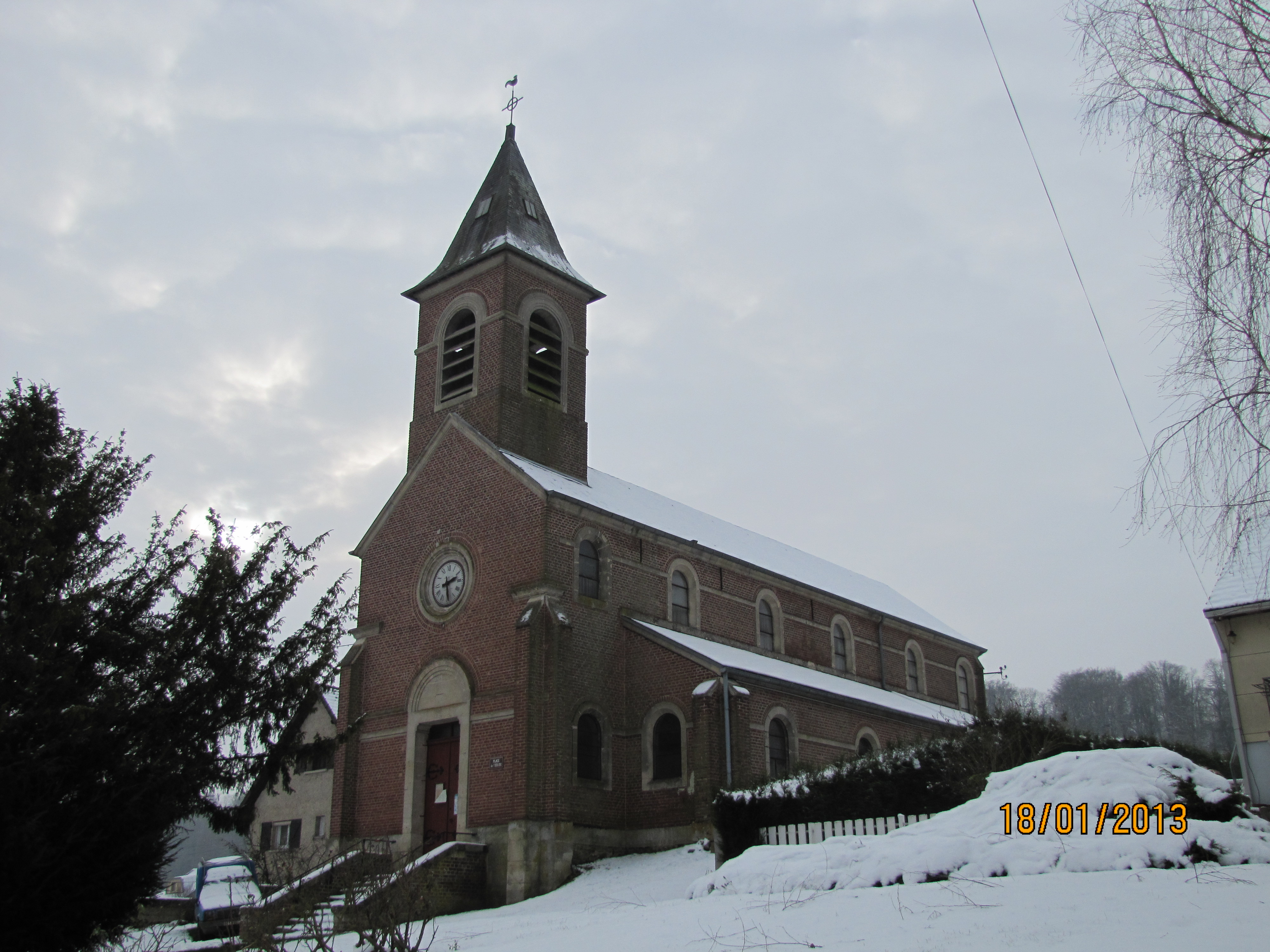
L'église en hiver.
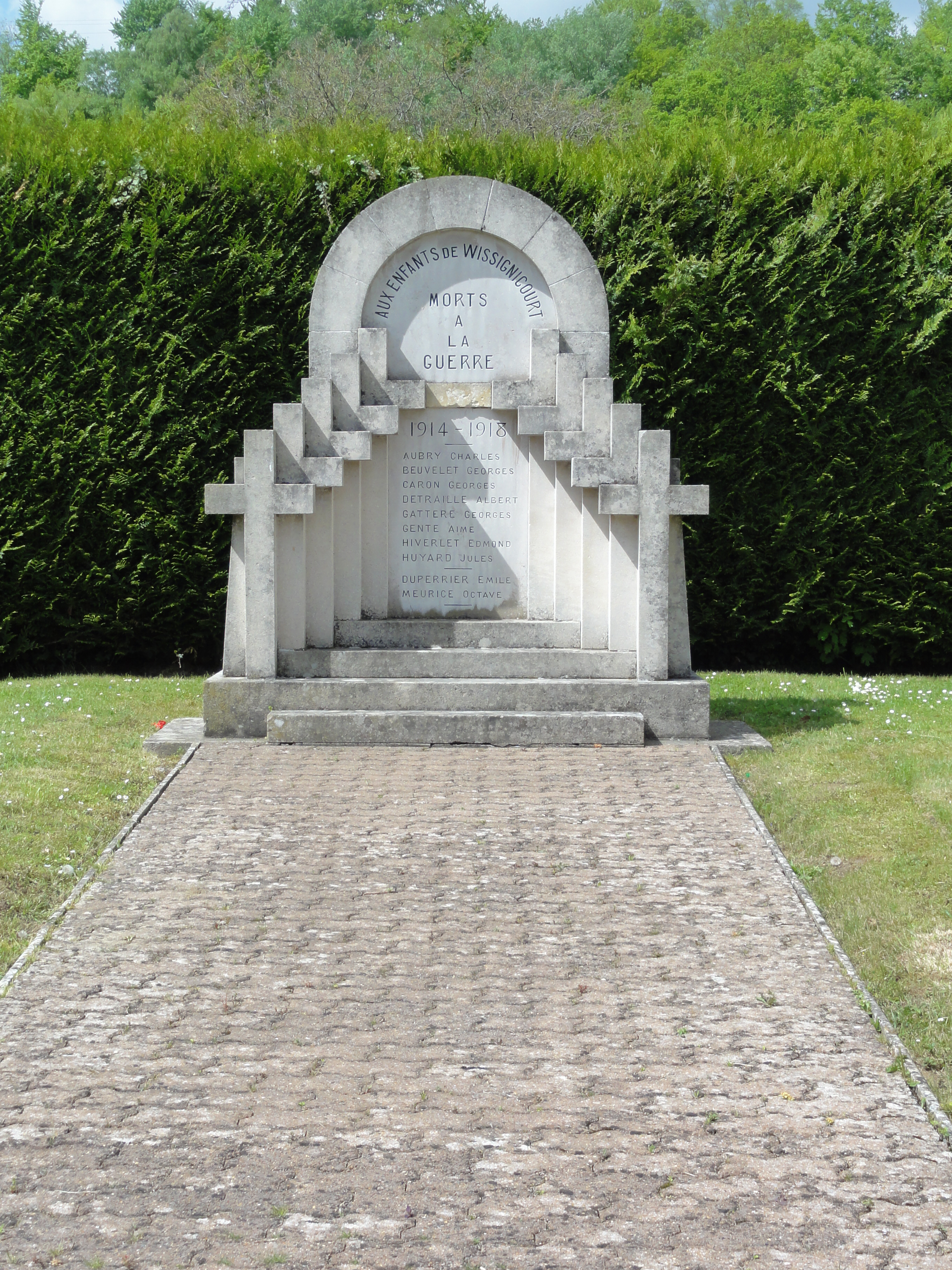
Monument aux morts.
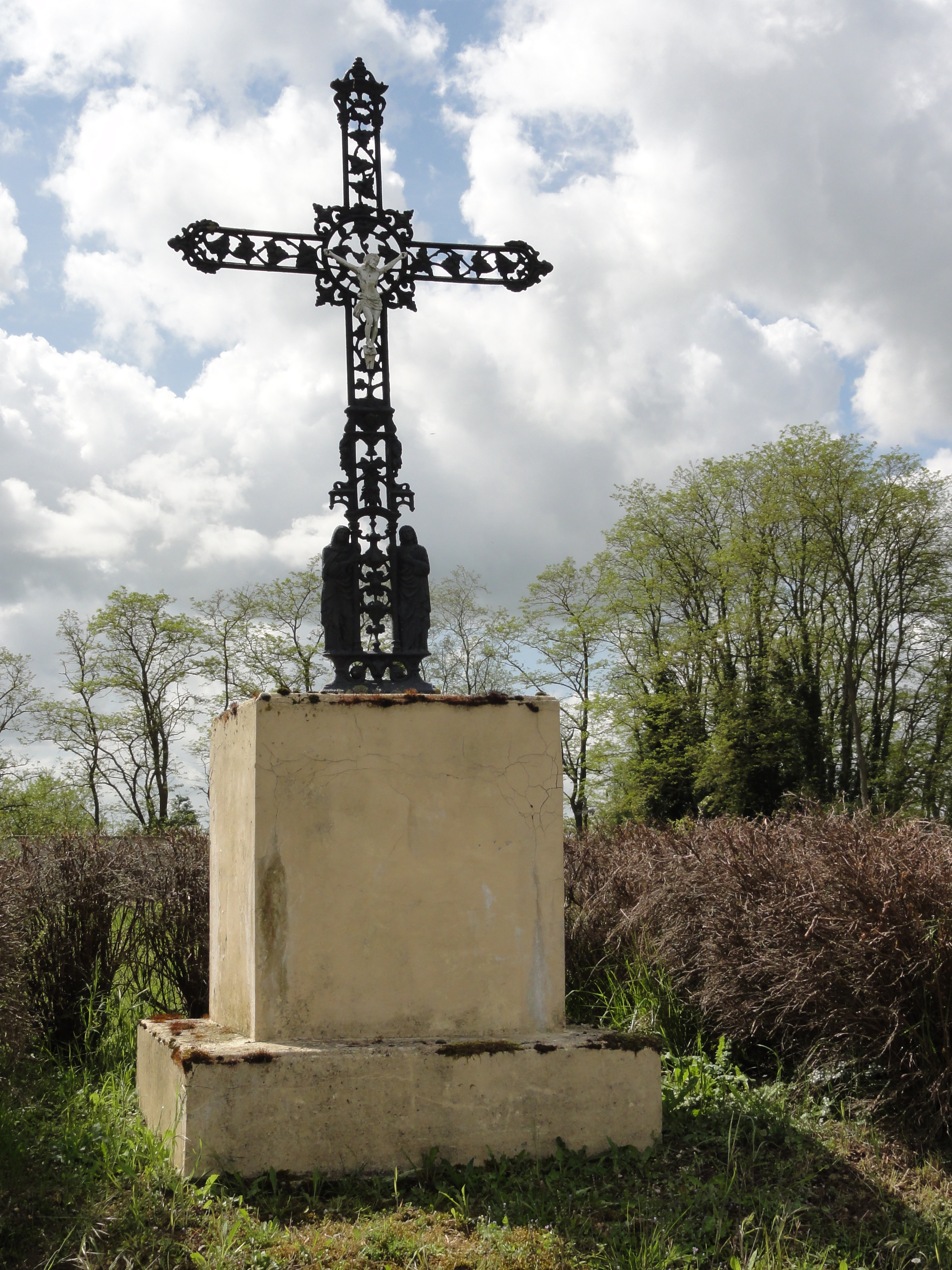
Croix de chemin.

## Personnalités liées à la commune
- Louis Augustin Lamy d'Hangest (1731-1819), né et mort à Wissignicourt, général français de la Révolution et de l'Empire. Il est l'oncle de Louis-Augustin Bosc d'Antic (1759-1828, naturaliste) qui, orphelin de mère à deux ans, a passé ses années préscolaires à Wissignicourt sous la garde de sa grand-mère, la mère du général.